# Enzo Liberti
Enzo Liberti (* 20. April 1926 in Rom; † 4. Mai 1986 in Nizza) war ein italienischer Schauspieler.

## Leben
Liberti begann seine Karriere unmittelbar nach dem Zweiten Weltkrieg als Theaterschauspieler, vor allem in Komödien im Dialekt Romanesco; meist spielte er zusammen mit seiner Frau Leila Durante und deren Eltern Checcho und Anita mit dem Teatro Rossini in der italienischen Hauptstadt. Die Durantes spielten auch die Hauptrollen in seinen beiden Filmen als Regisseur, die 1954 und im Folgejahr entstanden, jedoch keinen bleibenden Eindruck hinterließen. Neben Filmrollen, die er ab den frühen 1960er Jahren spielte, war Liberti auch häufiger Gast im Fernsehen, sowohl in Shows, oft mit Raimondo Vianello, als auch in Fernsehfilmen. So war er in den erfolgreichen Serien Le avventure di Laura Storm, Il commissario Maigret und Uno dei due aufgetreten.

## Filmografie (Auswahl)

### Regisseur
- 1954: Il porto della speranza (& Kamera)
- 1955: Processo all'amore (& Drehbuch)

### Schauspieler
- 1962: Carmen von Trastevere (Carmen di Trastevere)
- 1965: Made in Italy (Made in Italy)
- 1969: Note 7 – Die Jungen der Gewalt (I ragazzi del massacro)
- 1969: Schulmädchen lieben heiß (Oh dolci baci e languide carezze)
- 1973: Auf verlorenem Posten (La polizia è al servizio del cittadino?)
- 1973: Ein Scheiss-Wochenende (Mordi e fuggi)
- 1979: Der Superbulle jagt den Ripper (Assassinio sul Tevere)
- 1981: Das völlig irre Klassenzimmer (Pierino contro tutti)
- 1984: Ferien in Amerika (Vacanze in America)